# Amanda Plummer
Amanda Michael Plummer (ur. 23 marca 1957 w Nowym Jorku) – amerykańska aktorka teatralna i filmowa. Córka aktorów Tammy Grimes i Christophera Plummera. Zdobywczyni nagród Emmy oraz Tony.

## Filmografia
- 1982: Świat według Garpa – Ellen James
- 1984: Hotel New Hampshire – Miss Miscarriage
- 1991: Fisher King – Lydia (za tę rolę była nominowana do nagrody BAFTA)
- 1993: Sprzedawca śmierci – Nettie
- 1994: Pulp Fiction – Honey Bunny/Yolanda
- 1999: 8 i pół kobiety – Beryl
- 2000: Million Dollar Hotel – Vivien
- 2003: Moje życie beze mnie – Laurie
- 2009: Fineasz i Ferb – głos (serial animowany, odc. Izabella i świątynia soku)
- 2013: Igrzyska śmierci: W pierścieniu ognia – Wiress
- 2020: Ratched – Louise (serial Netflix)

## Nagrody i nominacje
| Rok  | Nagroda              | Kategoria                                                                 | Rezultat |
| ---- | -------------------- | ------------------------------------------------------------------------- | -------- |
| 1981 | Theatre World Award  | za rolę Josephine w sztuce A Taste of Honey                               | Wygrana  |
| 1982 | Tony Award           | za rolę siostry Agnes w sztuce Agnes od Boga                              | Wygrana  |
| 1982 | The Drama Desk Award | za rolę siostry Agnes w sztuce Agnes od Boga                              | Wygrana  |
| 1996 | Nagroda Emmy         | za gościnny występ w serialu Po tamtej stronie, odc. „Stitch in the Time” | Wygrana  |
| 2005 | Nagroda Emmy         | za rolę Mirandy Cole w serialu Prawo i porządek, odc. „Weak”              | Wygrana  |